# Biserica Sfântul Ioan din Sibiu

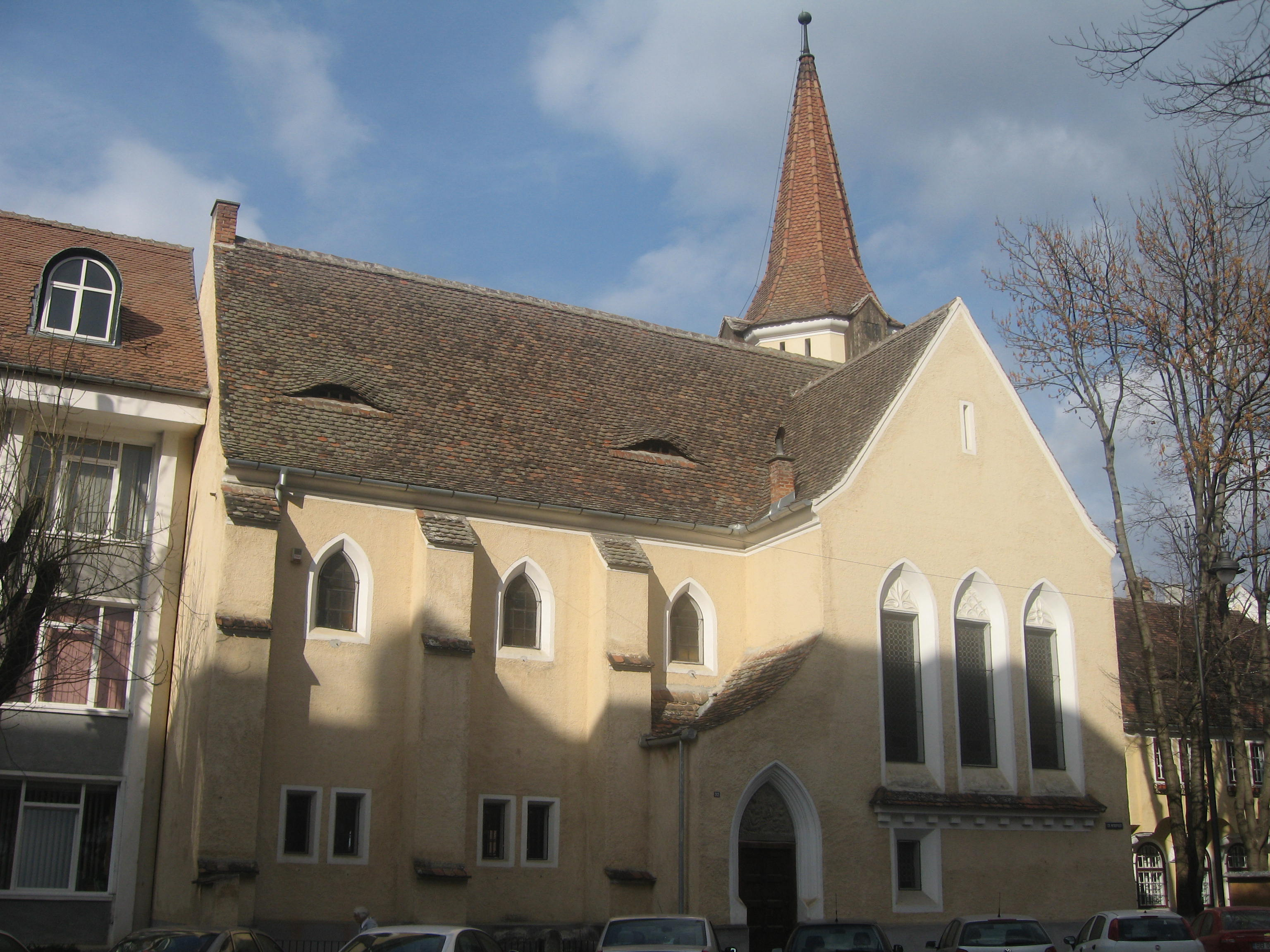
Biserica evanghelică "Sf. Ioan" din Sibiu

Biserica "Sf. Ioan” din Sibiu, cunoscută și ca Biserica "Sf. Johannis" (în germană Johanniskirche), este o biserică evanghelică de confesiune augustană (luterană) construită în anul 1912 în orașul Sibiu. Ea a fost ridicată pe locul unei biserici mai vechi, datând din perioada 1881-1883 și care fusese demolată ca urmare a faptului că prezenta pericol de prăbușire. Biserica se află situată pe Str. Mitropoliei nr. 32. 
Lângă ea a fost construit un orfelinat evanghelic, în care funcționează astăzi Centrul Cultural "Fr. Teutsch".

## Istoric

### Context
În anul 1543, în urma Reformei Protestante, populația săsească din Sibiu a trecut la luteranism, iar bisericile catolice au intrat în posesia luteranilor. Sibiul a rămas timp de 150 ani fără biserici catolice. 
În anul 1688 armatele imperiale habsburgice au pătruns în Transilvania, pe care scos-o de sub influența otomană. Integrarea Transilvaniei în teritoriile Casei de Habsburg a fost consacrată prin Diploma leopoldină din 4 decembrie 1691. Odată cu armatele imperiale s-au așezat în Sibiu călugării iezuiți, care au obținut poziții importante în istoria orașului. La început slujbele religioase catolice se oficiau în Hala Croitorilor din Piața Mare. După iezuiți au venit în oraș călugării franciscani care au preluat fosta biserică minorită (1716) și călugărițele ursuline care au preluat fosta biserică dominicană (1728). 
Ca urmare a faptului că credincioșii evanghelici (luterani) din Sibiu, majoritari în oraș în acea vreme, au rămas doar cu Biserica evanghelică "Sf. Maria", Parohia romano-catolică a hotărât construirea unei biserici de lemn pentru comunitatea evanghelică. Această biserică a fost construită în anul 1733 în Piața Mică din Sibiu, pe culoarul de acces dinspre Orașul de Jos. Ea a fost cunoscută de sibieni ca "Biserica Arcadelor" (în germană Laubenkirche), după porticul boltit pe care îl avea. În anul 1747, breasla aurarilor a oferit acestei biserici o cruce de argint. 
Ca urmare a faptului că zona unde se afla tunelul ce făcea legătura între Orașul de jos și Orașul de sus devenise insalubră, fiind sufocată de gunoaie care produceau un miros pestilențial, dar și pentru a realiza o legătură mai rapidă între cele două părți ale orașului medieval, magistratul orașului a luat decizia de a demola acest rând de case, ce se întindeau până aproape de Turnul Sfatului. Clădirile aflate în zona tunelului (Biserica Arcadelor, clădirea cântarului oficial al orașului, casa Jickeli și casa Thomas Gulden) au fost demolate în 1851, iar tunelul a fost spart, în locul său amenajându-se un culoar de trecere. La început, peste strada Ocnei a fost construită o pasarelă pietonală de lemn care făcea legătura între Piața Mică și Piața Huet, iar în 1860 s-a inaugurat aici Podul Minciunilor. 
Biserica Arcadelor se afla pe culoarul peste care s-a construit Podul Minciunilor.  Primăria orașului Sibiu trebuia să ofere o despăgubire de 17.600 florini pentru demolarea acestei biserici. La 10 august 1851, primarul orașului Sibiu, Wilhem von Konradsheim, a anunțat presbiteriul Bisericii Evanghelice că nu va da acești bani, în schimb va radia datoria pe care instituția religioasă o avea către municipalitate. Materialul rezultat din demolare urma să fie folosit pentru construirea unei noi biserici evanghelice, iar altarul, amvonul și băncile din Biserica Arcadelor au fost depozitate în Biserica evanghelică "Sf. Maria", crucifixul de argint fiind așezat în sacristie. 
De asemenea, în schimbul vechii "biserici a arcadelor" din Piața Mică, demolată în anul 1851, magistratul orașului a oferit comunității evanghelice un teren de o sută de stânjeni pentru construirea unei noi biserici. Acest teren era situat între casa brutarului Anton Taub și grădina lui Joseph Schuster, în apropiere de Bastionul Soldisch, între cele două ziduri ce formau a treia centură de fortificații a orașului. 

### Construirea Bisericii "Sf. Ioan"
În anul 1829 preotul paroh al satului Neppendorf (azi cartierul Turnișor al orașului Sibiu), Johann Engelleiter, a lăsat prin testament întreaga sa avere comunității evanghelice din Sibiu. El a înființat o fundație care urma să redirecționeze acești bani pentru construirea unei biserici și a unui orfelinat pentru credincioșii evanghelici din cartierul Iozefin. 
Intenția preotului Engelleiter a rămas nefinalizată pentru o lungă perioadă de timp. Abia în anul 1879 Consistoriul Superior și episcopul Georg Daniel Teutsch au repus în discuție acest proiect. S-a organizat un concurs de proiecte, iar în martie 1881 au fost desemnați drept câștigători constuctorii Baumann și Koniger, ale căror planuri au fost combinate. Planurile lor prevedeau construirea unui complex de clădiri format dintr-o biserică, un orfelinat, un cămin internat și o locuință pentru preot.
Au existat discuții aprinse între membrii comunității evanghelice cu privire la locația viitoarei biserici. Unii dintre ei, printre care și preotul Samuel Binder, susțineau că terenul din apropierea Bastionului Soldisch nu făcea parte din cartierul Iozefin. Deși între clădirile în care se află astăzi Liceul Octavian Goga și Institutul Teusch se mai observă și astăzi fragmente din cea de-a V-a incintă fortificată a Cetății Sibiului, magistratul orașului a hotărât că linia de demarcație a cetății medievale de cartierul Iozefin era actuala stradă Ioan Lupaș.
Pe terenul din apropierea Bastionului Soldisch, comunitatea evanghelică din Sibiu a construit în perioada 1881-1883 un orfelinat și Biserica "Sf. Apostol Ioan" (în germană Johanniskirche). Biserica a fost construită în stil neogotic, iar așezământul evanghelic pentru copii orfani (în germană Lutherhaus) a fost ridicat lângă latura de nord a lăcașului de cult. Orga a fost amplasată în biserică de către W. Horbinger după indicațiile cantorului orașului, J. L. Bella. În aprilie 1882 s-a încheiat un contract cu tâmplarul Johann Barthmes pentru construirea altarului și a amvonului. Altarul a fost construit de Carl Dörschlag și avea ca temă „Mântuitorul învățând și milostivindu-se de copii”. În timpanul portalului de intrare a fost montat un basorelief comandat la Viena, având tema “Isus printre copii”. Ceasornicarul A. Hartmann a oferit un orologiu pentru aceasta biserică. Cele două clădiri au fost inaugurate la 10 noiembrie 1883, la aniversarea a 400 de ani de la nașterea lui Martin Luther.
Biserica evanghelică se afla în 1909 într-o stare de degradare, fiind observate o serie de fisuri ale zidurilor. Comunitatea evanghelică a încercat să repare acest edificiu, fiindu-i solicitat arhitectului Hans Eder să întocmească un deviz de cheltuieli. Analizele efectuate au remarcat existența unui pericol de prăbușire, motiv pentru care s-a decis evacuarea bisericii până la sfârșitul lunii ianuarie 1910. Orga a fost transferată în biserica din cimitir. Presbiteriul Bisericii Evanghelice a hotărât în aprilie 1910 ca biserica să fie demolată în întregime, iar pe locul ei să se construiască un nou lăcaș de cult. În iunie 1910, Biserica evanghelică "Sf. Ioan" era demolată în întregime. 
S-a organizat un concurs de proiecte la care au participat arhitecții locali Gustav Matz și Fritz Buertmes, precum și arhitectul berlinez Josef Bedeus von Scharberg. Reprezentanții comunității evanghelice au hotărât în martie 1912 să construiască noul lăcaș de cult după planurile lui Josef Bedeus von Scharberg. Conform proiectului, turnul clopotniță urma să fie mutat spre interior cu 30 de centimetri, iar coronamentul turnului să fie modificat dintr-unul de tip bavarez (în formă de bulb de ceapă) într-unul ascuțit, specific Transilvaniei. Cheltuielile de construcție au fost estimate la circa 167.000 de coroane, motiv pentru care Presbiteriul Bisericii Evanghelice s-a împrumutat cu suma de 168.000 de coroane de la banca „Deutsche Allgemeine Sparkasse”.
Pe locul fostului lăcaș de cult a fost construită în anul 1912 o biserică nouă alături de o locuință pentru preot. Lucrările au fost executate de societatea de construcții a lui Gustav Mätz. Noua biserică a fost inaugurată la 10 noiembrie 1912, ea fiind cea de-a doua biserică evanghelică din oraș la momentul acela, după Catedrala Evanghelică. Aici urmau să se țină slujbe religioase, iar predicile erau programate la ora 11.00 pentru vecinătăți și la ora 18.00 pentru militari. Femeile de confesiune evanghelică din Sibiu au organizat în incinta acestui lăcaș de cult primele întâlniri prilejuite de ziua mondială de rugăciune.

## Arhitectură
Biserica evanghelică "Sf. Ioan" are formă de cruce, cu un turn-clopotniță de formă octogonală în partea de nord, având la colțuri patru balcoane din lemn.  Pereții exteriori sunt susținuți de contraforturi în trepte care se înalță până la cornișă. Nava centrală și cea transversală au acoperișul în două ape, susținut de pilaștri. Altarul are forma semicirculară în interior și poligonală în exterior. 
Intrarea în biserică se face pe latura de est, printr-un portal cu muluri în stil neogotic. Ușa de la intrare este ornamentată cu fier, având în timpan un basorelief în care este reprezentat Isus Cristos înconjurat de copii. Pe aici se intră într-o antecameră. În partea de vest a bisericii se află galeria corului, unde este amplasată orga. Pe vitralii se află înscrise numele donatorului și a arhitectului, precum și anul 1912. Aranjamentul liturgic din altar este format dintr-o masă pe care se află o cruce albă, o strană din lemn în stil neogotic și un pupitru. 
Printre obiectele liturgice aflate în biserică sunt de menționat două clopote din bronz (turnate în 1557 și respectiv 1642) și o cristelniță de bronz.

## Imagini

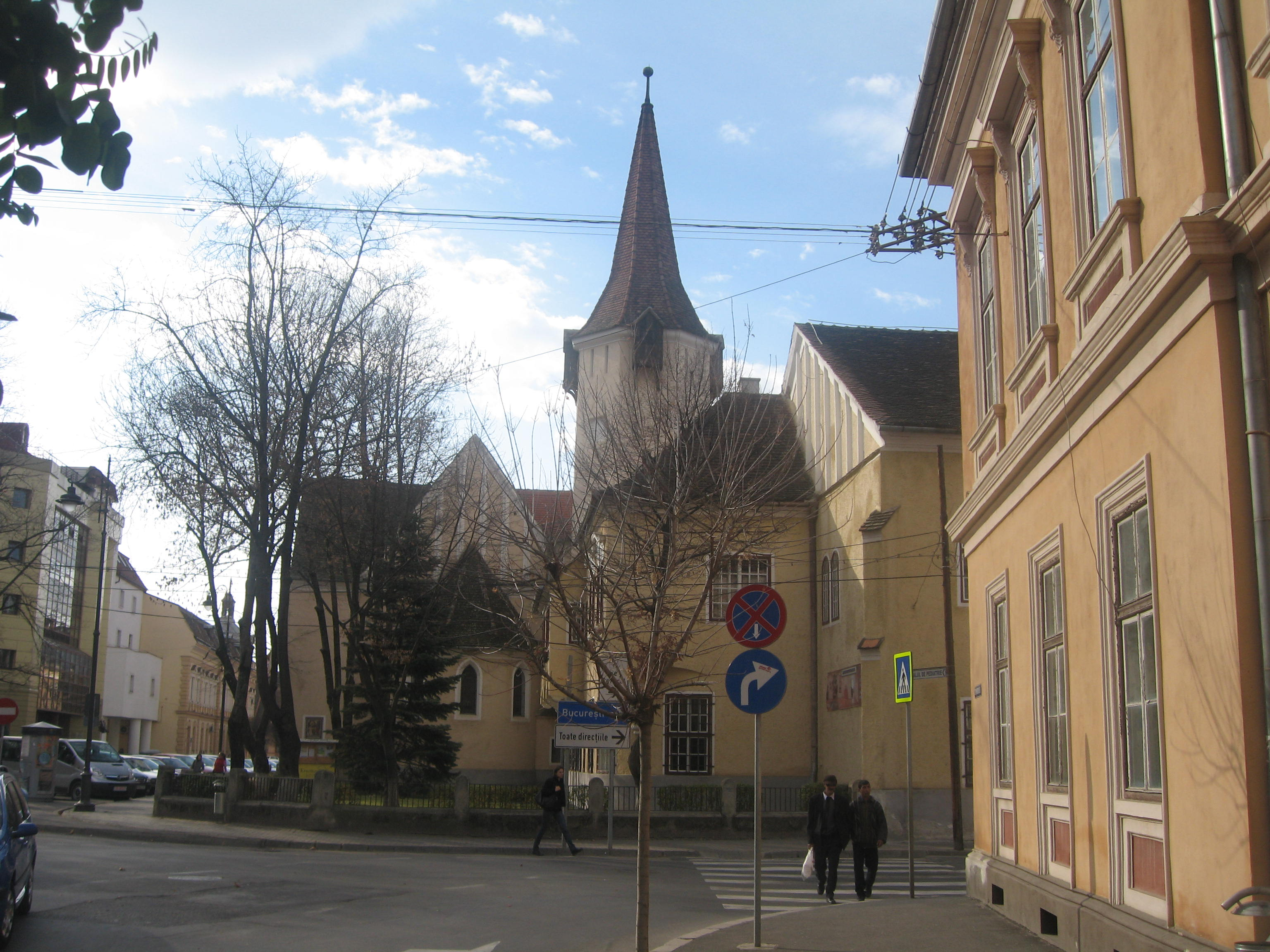
Biserica văzută dinspre Catedrala Mitropolitană
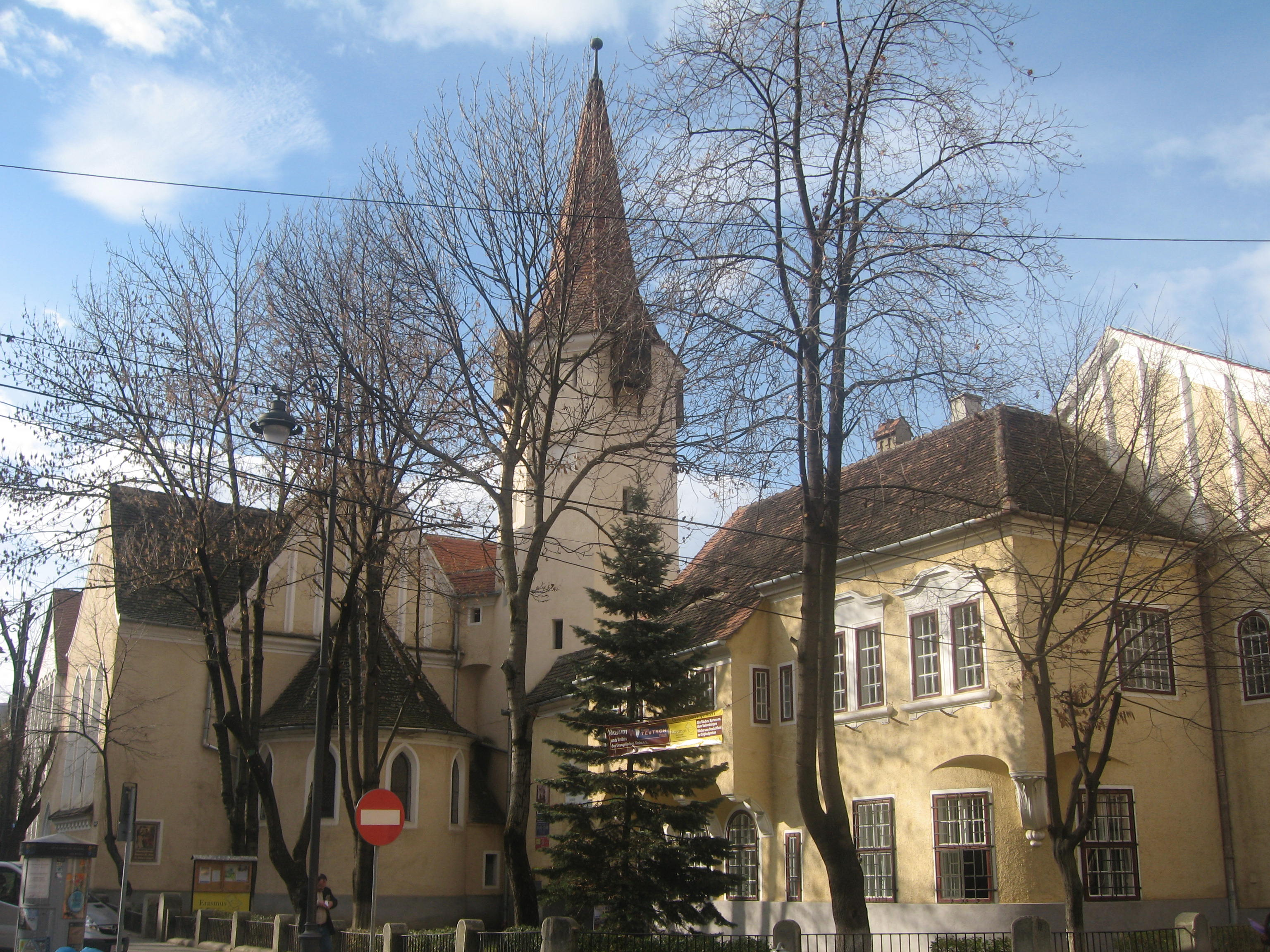
Biserica şi fostul orfelinat evanghelic
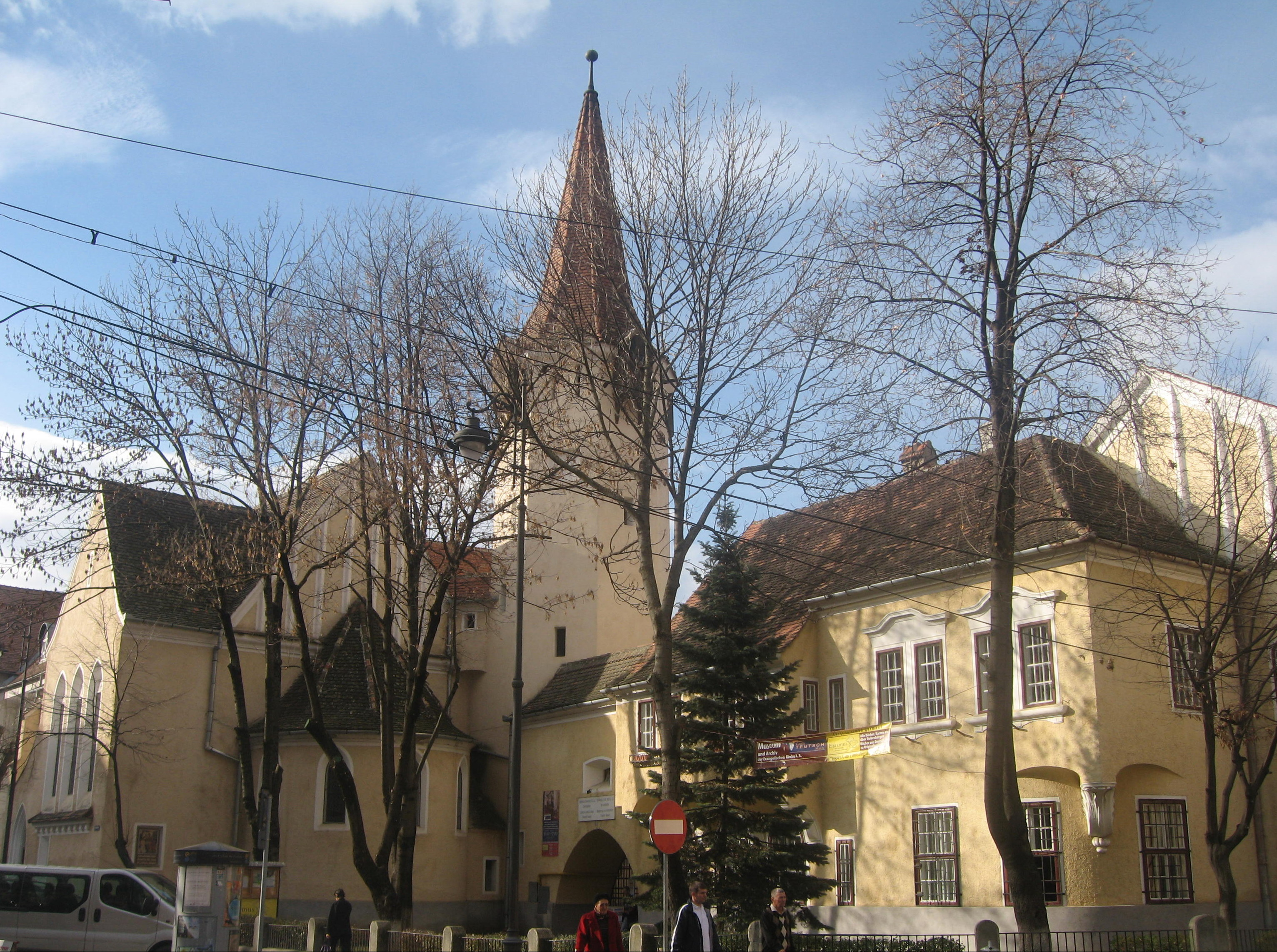
Biserica şi fostul orfelinat evanghelic
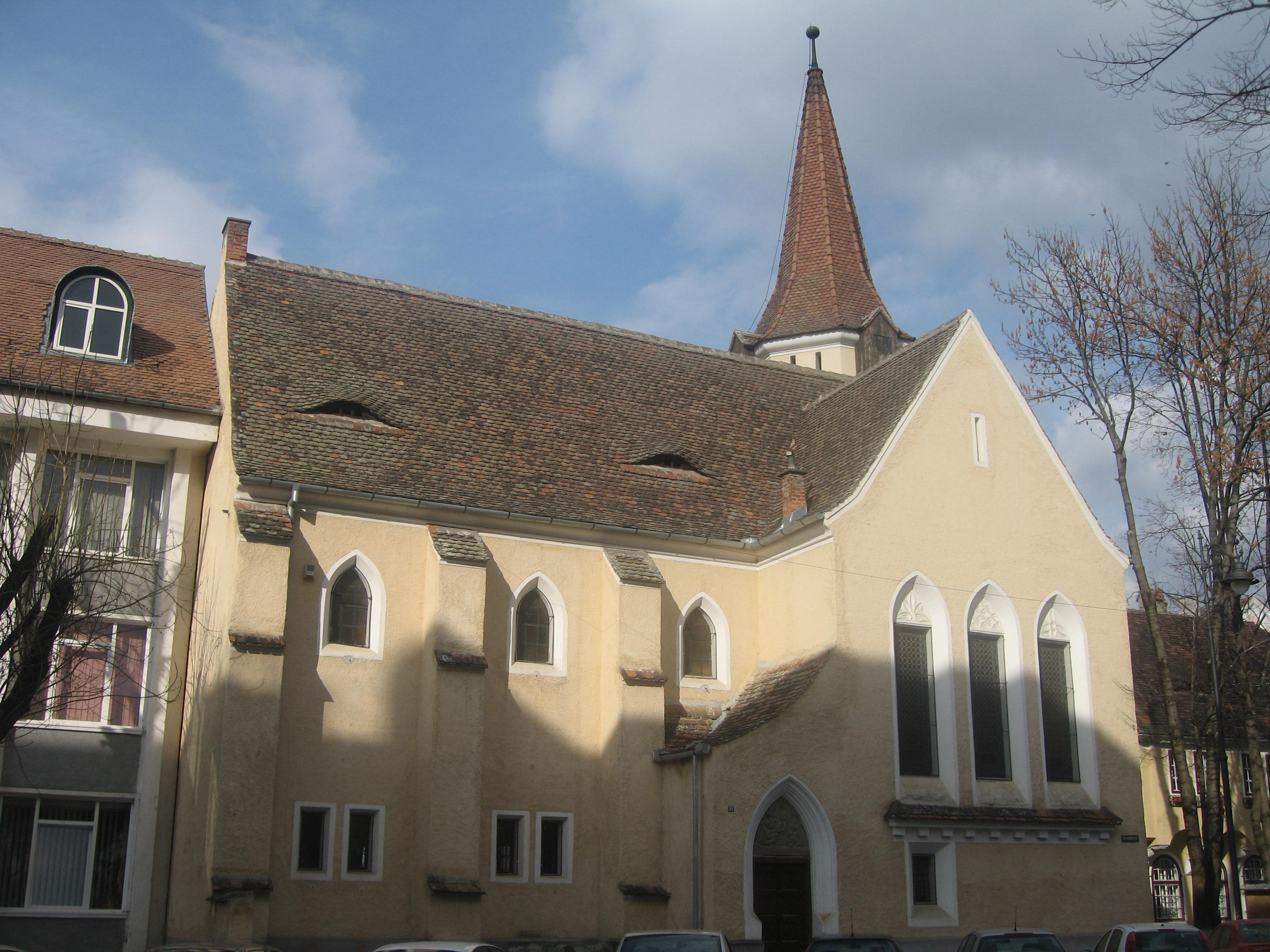
Faţada dinspre Parcul ASTRA
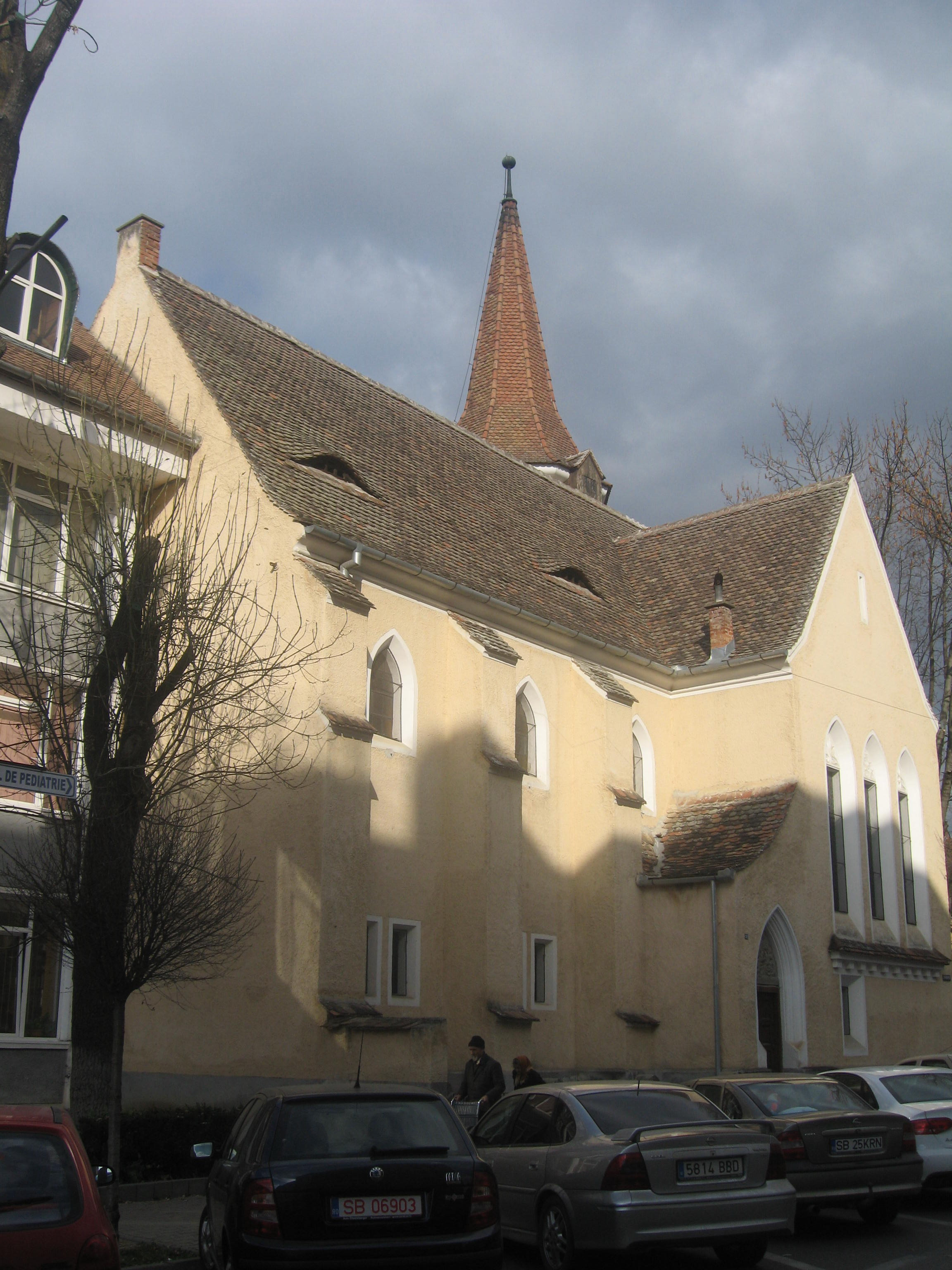
Vedere dinspre sud
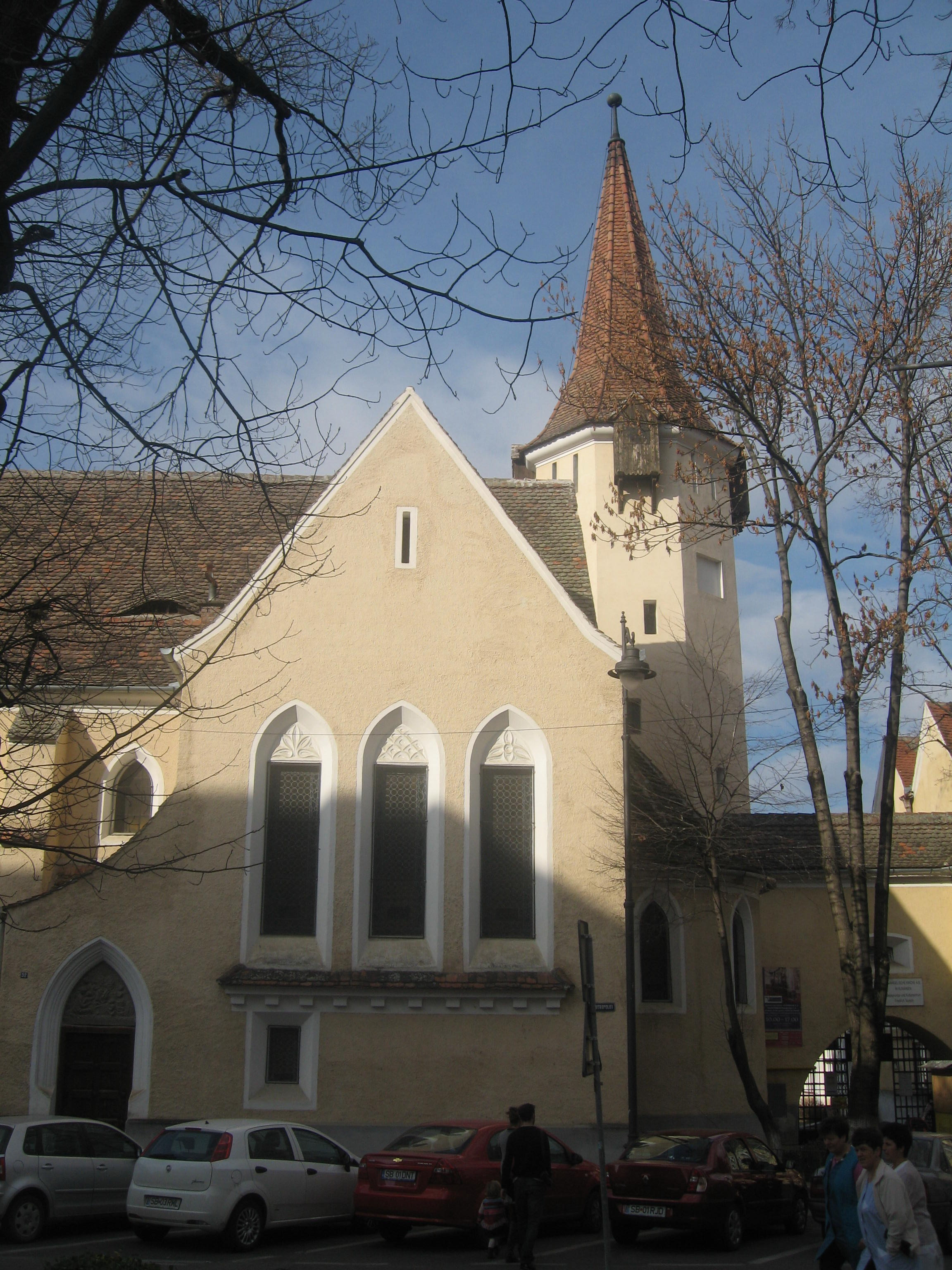
Faţada dinspre Parcul ASTRA - detaliu
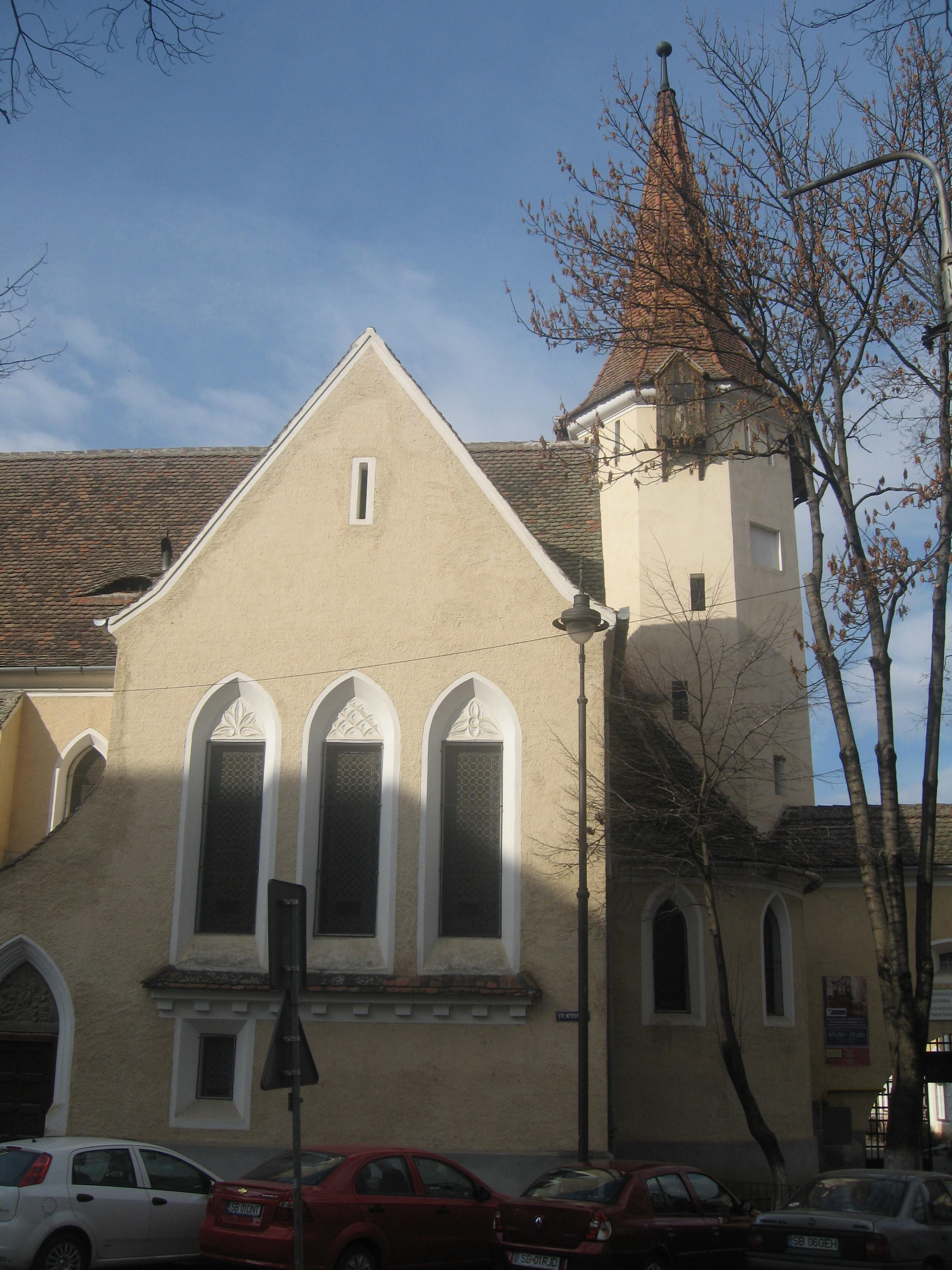
Faţada dinspre Parcul ASTRA - detaliu
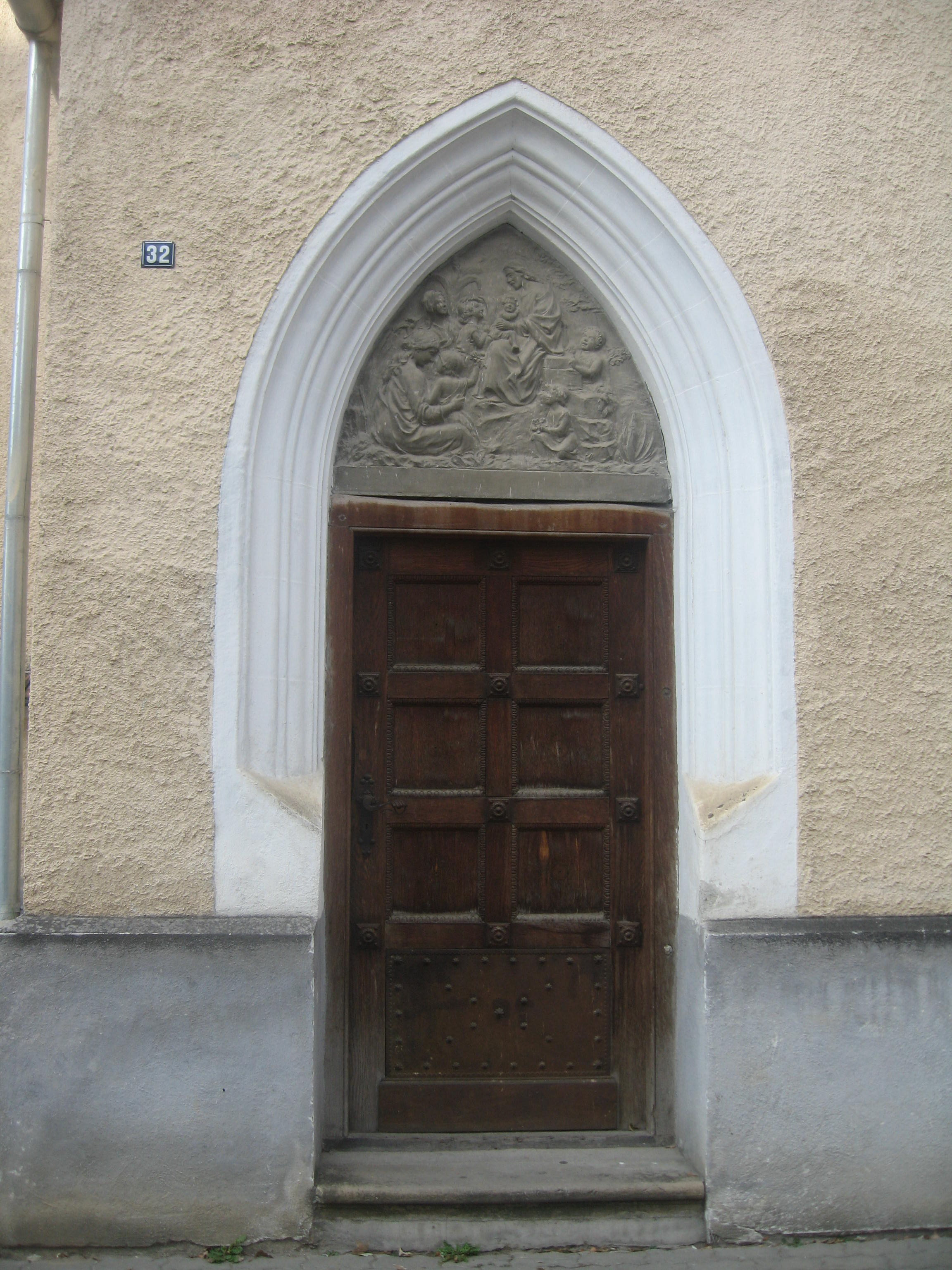
Portalul de intrare în biserică
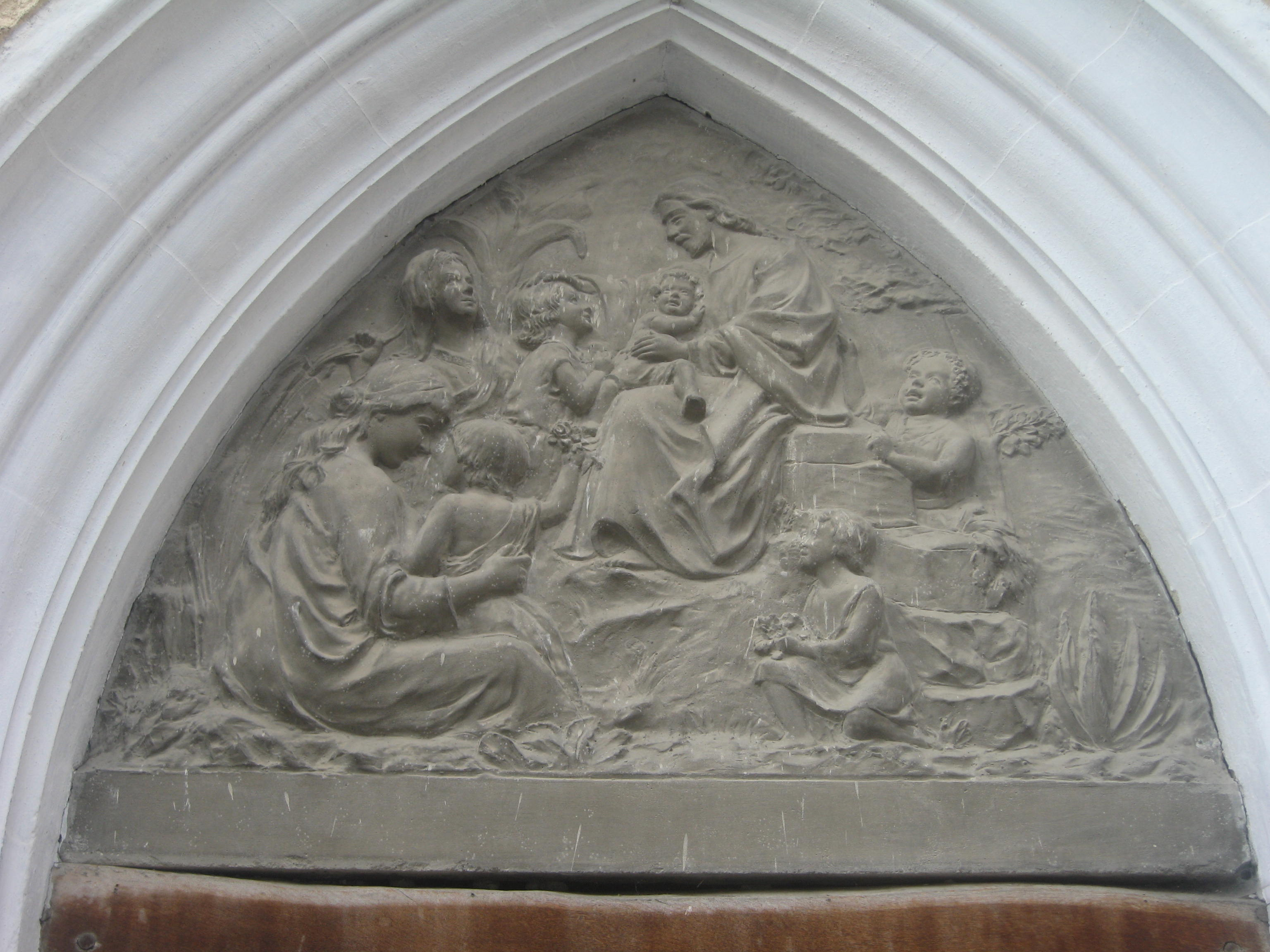
Basorelief
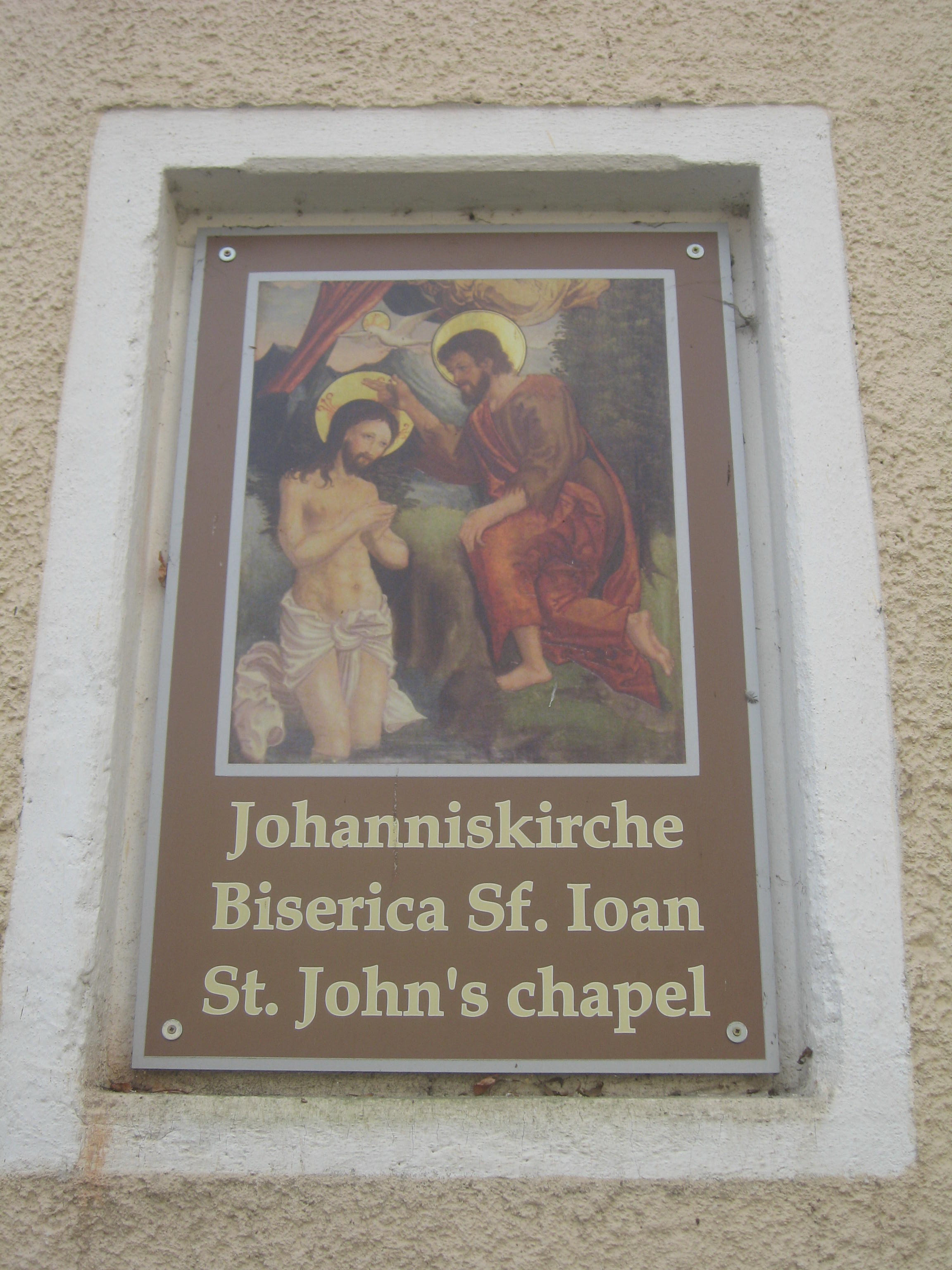
Placă cu denumirile bisericii
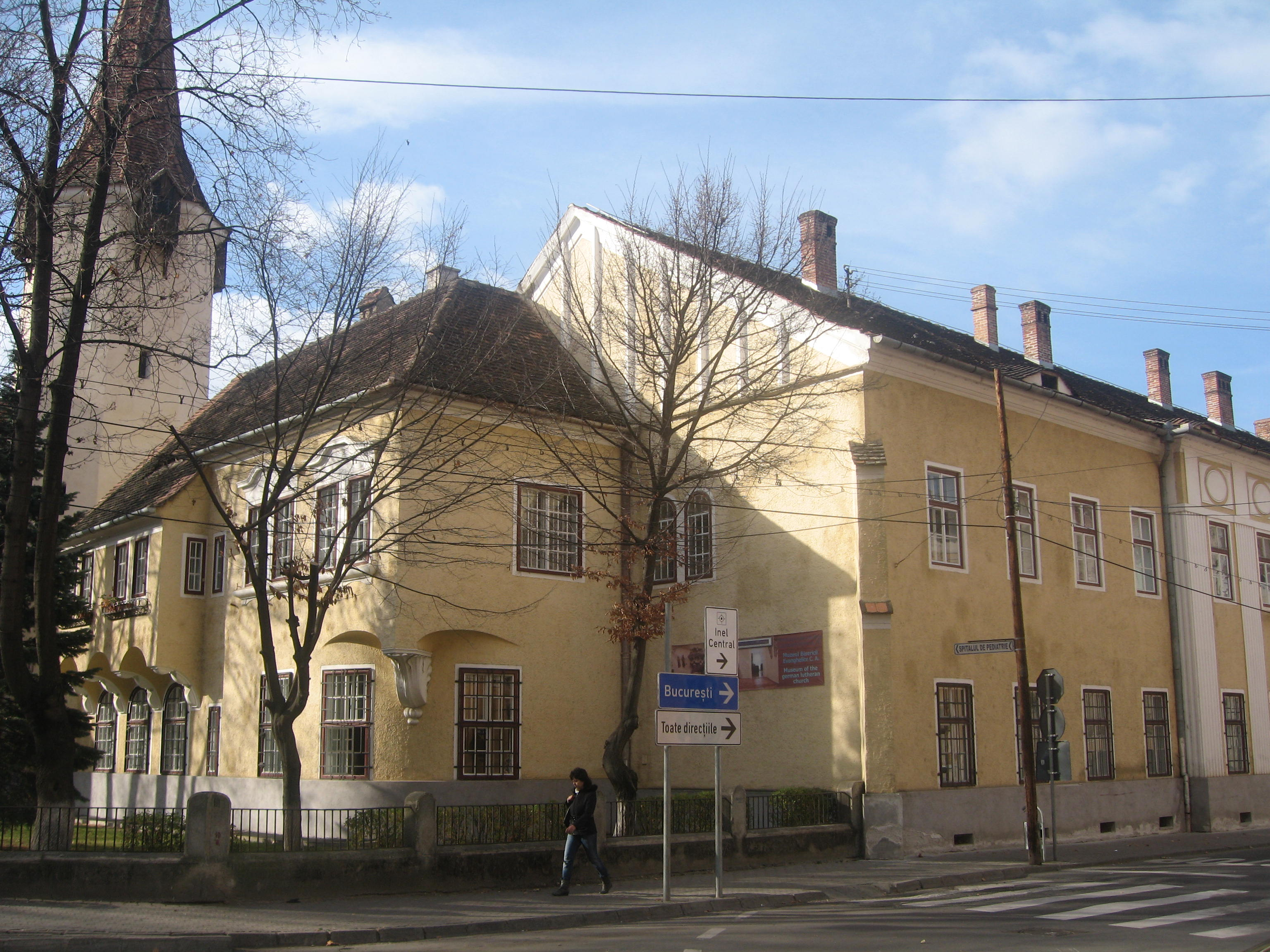
Fostul orfelinat evanghelic
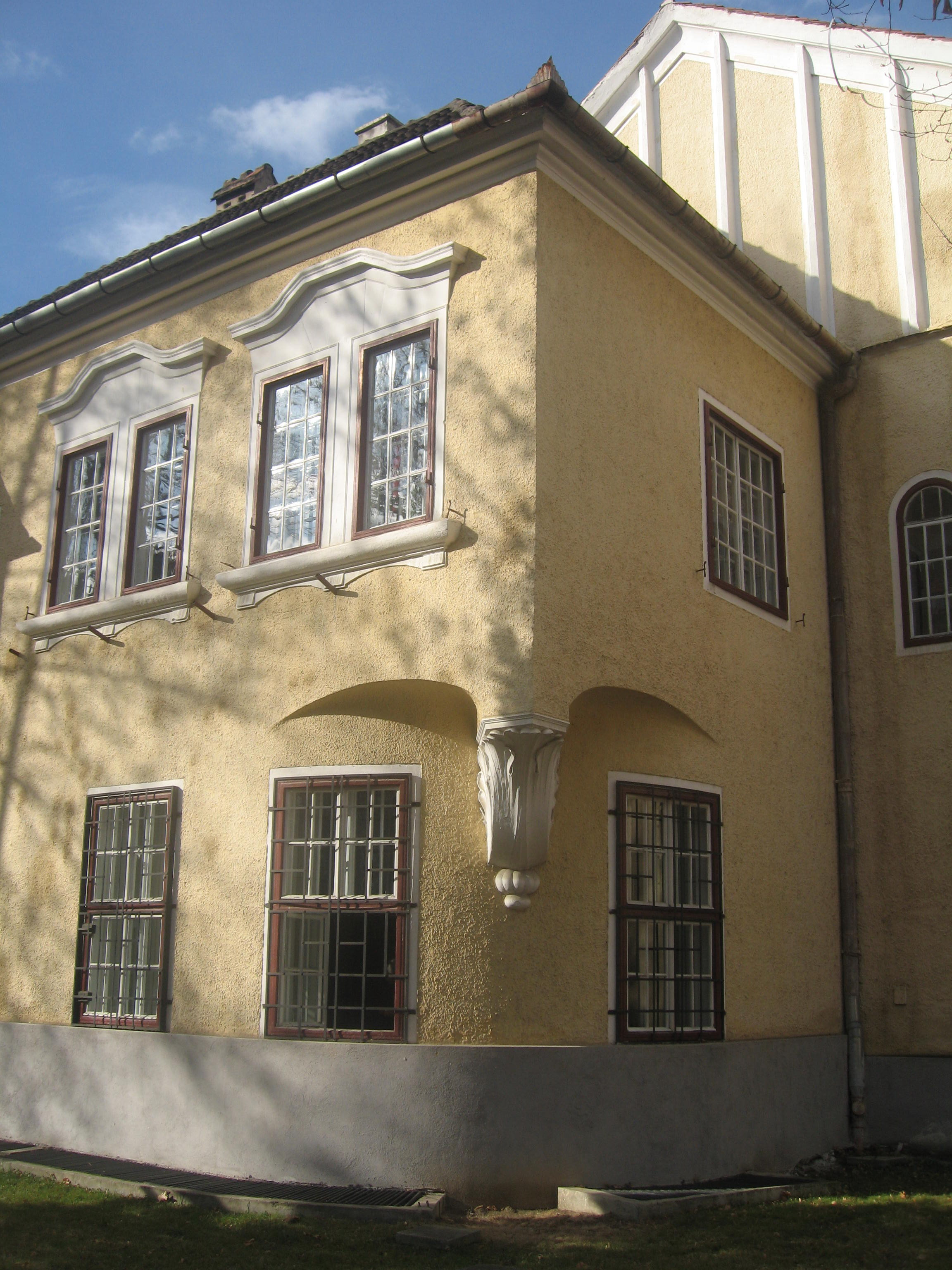
Detaliu arhitectonic pe clădirea fostului orfelinat